# Pelmatolapia
Pelmatolapia – rodzaj ryb z rodziny pielęgnicowatych (Cichlidae).

## Występowanie
Środkowo-zachodnia Afryka.

## Klasyfikacja
Takson ustanowiony przez Thysa van den Audenaerde'a w 1969. Gatunkiem typowym rodzaju jest Tilapia mariae (=P. mariae).
Gatunki zaliczane do tego rodzaju:
- Pelmatolapia cabrae
- Pelmatolapia mariae – tilapia Marii